# Премия TVyNovelas за лучшую программу на платном телевидении
Премия TVyNovelas за лучшую программу на платном телевидении (исп. Mejor Programa de televisión de paga) — престижная ежегодная награда за лучшую программу, транслируемую на платных платформах мексиканского телевидения и присуждаемая в рамках премии TVyNovelas.
До 2015 года данная номинация называлась Mejor programa de televisión restringida, что дословно с испанского языка можно перевести как «Лучшая телепрограмма ограниченного доступа».

## Номинанты и победители
В списке приведены сведения о номинантах и победителях, сгруппированные по церемониям (годам) и десятилетиям. В таблицы включены имена исполнительных продюсеров и названия программ, за которые получена номинация.
Победители каждого года указаны первыми в списке, выделены полужирным шрифтом на золотом фоне.

### 2000-е
| Год  | Название программы                                             | Исполнительный продюсер |
| ---- | -------------------------------------------------------------- | ----------------------- |
| 2007 | Право на допуск (исп. Derecho de admisión)                     | Хуан Хосе Орихель       |
| 2007 | Наступает ночь… и я здесь! (исп. Es de noche... ¡Y ya llegué!) | Рене Франко             |
| 2007 | Музыкальная ярость (исп. Furia Musical)                        |                         |
| 2007 | Дочери (исп. Las hijas)                                        |                         |
| 2007 | Настоящие Богини (исп. Netas Divinas)                          | Хавьер Лабрада          |
| 2008 | Наступает ночь… и я здесь! (исп. Es de noche... ¡Y ya llegué!) | Рене Франко             |
| 2008 | Право на допуск (исп. Derecho de admisión)                     | Хуан Хосе Орихель       |
| 2008 | В рамках правил (исп. Está cañón)                              | Йорди Росадо            |
| 2009 | Настоящие Богини (исп. Netas Divinas)                          | Хавьер Лабрада          |
| 2009 | Наступает ночь… и я здесь! (исп. Es de noche... ¡Y ya llegué!) | Рене Франко             |
| 2009 | В рамках правил (исп. Está cañón)                              | Йорди Росадо            |

### 2010-е
| Год  | Название программы                                             | Исполнительный продюсер                                   |
| ---- | -------------------------------------------------------------- | --------------------------------------------------------- |
| 2010 | В рамках правил (исп. Está cañón)                              | Йорди Росадо                                              |
| 2010 | Гламурные девушки                                              | Ракель Роча и Карлос Маргуйя                              |
| 2010 | МоДжо                                                          | Таня Кастильо                                             |
| 2010 | Настоящие Богини                                               | Хавьер Лабрада                                            |
| 2011 | Они в эфире (исп. Miembros al aire)                            | Мигель Анхель Фокс                                        |
| 2011 | Зависимые 2 (исп. Adictos 2)                                   | Исраэль Хайтович                                          |
| 2011 | Наступает ночь… и я здесь! (исп. Es de noche... ¡Y ya llegué!) | Рене Франко                                               |
| 2011 | МоДжо (исп. MoJoe)                                             | Таня Кастильо                                             |
| 2011 | Настоящие Богини (исп. Netas Divinas)                          | Хавьер Лабрада                                            |
| 2012 | МоДжо (исп. MoJoe)                                             | Густаво Лоса                                              |
| 2012 | Смерть во вторник                                              | Ракель Роча и Карлос Маргуйя                              |
| 2012 | Па’ла банда (исп. Pa' la banda)                                |                                                           |
| 2012 | Ваша зависимость от здоровья (исп. Su Sana adicción)           | Луис де Льяно Маседо и Марко Флавио Крус                  |
| 2013 | Ваша зависимость от здоровья (исп. Su Sana adicción)           | Луис де Льяно Маседо и Марко Флавио Крус                  |
| 2013 | Они в эфире (исп. Miembros al aire)                            | Густаво Лоса                                              |
| 2013 | Настоящие Богини (исп. Netas Divinas)                          | Педро Торрес                                              |
| 2014 | Они в эфире (исп. Miembros al aire)                            | Мигель Анхель Фокс                                        |
| 2014 | В рамках правил (исп. Está Cañón)                              | Йорди Росадо                                              |
| 2014 | Настоящие Богини (исп. Netas Divinas)                          | Хавьер Лабрада                                            |
| 2014 | Па’ла банда (исп. Pa' la banda)                                |                                                           |
| 2014 | СтэндПарадас                                                   | Адаль Рамонес                                             |
| 2015 | В рамках правил (исп. Está Cañón)                              | Йорди Росадо                                              |
| 2015 | МоДжо (исп. MoJoe)                                             | Таня Кастильо                                             |
| 2015 | СтэндПарадас                                                   | Адаль Рамонес                                             |
| 2015 | Ваша зависимость от здоровья (исп. Su Sana adicción)           | Луис де Льяно Маседо и Марко Флавио Крус                  |
| 2016 | В рамках правил (исп. Está Cañón)                              | Йорди Росадо                                              |
| 2016 | Амордидас (исп. Amordidas)                                     | Ракель Роча                                               |
| 2016 | Они в эфире (исп. Miembros al aire)                            | Лало Суарес                                               |
| 2016 | МоДжо (исп. MoJoe)                                             | Таня Кастильо                                             |
| 2016 | Настоящие Богини (исп. Netas Divinas)                          | Хавьер Лабрада                                            |
| 2017 | МоДжо (исп. MoJoe)                                             | Таня Кастильо                                             |
| 2017 | Наступает ночь… и я здесь! (исп. Es de noche... ¡Y ya llegué!) | Рене Франко                                               |
| 2017 | Действие и бездействие (исп. Hacen y deshacen)                 | Йорди Росадо                                              |
| 2017 | Они в эфире (исп. Miembros al aire)                            | Мигель Анхель Фокс                                        |
| 2017 | Настоящие Богини (исп. Netas Divinas)                          | Хавьер Лабрада                                            |
| 2018 | Они в эфире (исп. Miembros al aire)                            | Эдуардо Суарес Кательот                                   |
| 2018 | В рамках правил (исп. Está Cañón)                              | Йорди Росадо                                              |
| 2018 | Действие и бездействие (исп. Hacen y deshacen)                 | Йорди Росадо                                              |
| 2018 | МоДжо (исп. MoJoe)                                             | Ракель Роча                                               |
| 2018 | Настоящие Богини (исп. Netas Divinas)                          | Хавьер Лабрада                                            |
| 2019 | МоДжо (исп. MoJoe)                                             | Ракель Роча                                               |
| 2019 | С вашего позволения (исп. Con permiso)                         | Йорди Росадо                                              |
| 2019 | Время играть (исп. Game Time)                                  | Йорди Росадо                                              |
| 2019 | Они в эфире (исп. Miembros al aire)                            | Эдуардо Суарес Кастельот                                  |
| 2019 | Настоящие Богини (исп. Netas Divinas)                          | Леонардо Симброн, Моника Варгас Селлс и Родриго Кальдерон |

## Рекорды и достижения
- Программа, получившая наибольшее количество наград (3):
  - В рамках правил (исп. Está Cañón)
  - Они в эфире (исп. Miembros al aire)
- Программа, имеющая самое большое количество номинаций (8):
  - Настоящие Богини (исп. Netas Divinas)
- Программа, имеющая самое большое количество никогда не выигранных номинаций (2):
  - СтэндПарадас
  - Па’ла банда (исп. Pa' la banda)
- Программа, выигравшая номинацию с самым маленьким интервалом между победами:
  - В рамках правил (исп. Está Cañón) — 2 года подряд
- Программа, выигравшая номинацию с самым длительным интервалом между победами:
  - Они в эфире (исп. Miembros al aire) — 4 года